# آرثر فليمنغ
آرثر إتش. فليمنغ (بالإنجليزية: Arthur H. Fleming) (1856 – 11 أغسطس 1940) كان رجل اعمال كندي امريكي ناجحًا في صناعة الأخشاب في غرب الولايات المتحدة الأمريكية في مطلع القرن العشرين، ويشتهر بكونه محسنًا، حيث تبرع مع ابنته بأكثر من 5,000,000 دولار إلى معهد كاليفورنيا للتقنية (كالتيك).
تم تسمية منزل فليمنغ في كالتيك تكريمًا له. كما موّل فليمنغ بناء نصب تذكاري للحرب العالمية الأولى في كومبيين لإيواء عربة القطار التي تم فيها توقيع هدنة 1918 مع ألمانيا. لاحقًا، تمت مصادرة هذه العربة من قبل ألمانيا النازية في عام 1940.
شغل فليمنغ العديد من المناصب القيادية. خلال الحرب العالمية الأولى، شغل منصب رئيس قسم المجالس الحكومية في مجلس الدفاع الوطني (الولايات المتحدة). في عشرينيات القرن العشرين، كان رئيسًا لـمعهد كاليفورنيا للتقنية، شركة شوغر باين لومبر، وشركة ماديرا شوغر باين لومبر؛ ومديرًا في ساذرن كاليفورنيا إديسون؛ ونائب رئيس سكة حديد ميناريتس وويسترن.